# Eduard Spertsyan
Eduard Mkrtichevitch Spertsyan (en russe : Эдуард Мкртычевич Сперцян, et en arménien : Էդուարդ Մկրտիչի Սպերցյան), né le 7 juin 2000 à Stavropol, est un footballeur international arménien qui joue pour le FK Krasnodar.

## Carrière

### En club
Après s'être illustré dans les équipes reserves du club, il fait ses débuts en Premier Liga russe pour le FK Krasnodar le 18 septembre 2020 lors d'un match contre le FK Khimki. Le 28 octobre 2020, il fait ses débuts européens en tant que remplaçant tardif lors de la défaite 0-4 à domicile en Ligue des champions contre Chelsea.

### En sélection
Né en Russie, Spertsyan est toutefois éligible à la fois pour la sélection et russe et celle arménienne, sa famille étant originaire d'Arménie. Il choisit finalement de représenter cette dernière nation et est appelé pour la première fois avec la sélection par Joaquín Caparrós au mois de mars 2021 dans le cadre des éliminatoires de la Coupe du monde 2022. Il fait ses débuts internationaux dans la foulée le 31 mars contre la Roumanie et marque le premier but de son équipe qui s'impose par la suite sur le score de 3 buts à 2.

## Statistiques
| Saison                | Club                  | Championnat           | Championnat | Championnat | Championnat | Coupe(s) nationale(s) | Coupe(s) nationale(s) | Coupe(s) nationale(s) | Supercoupe | Supercoupe | Supercoupe | Compétition(s) continentale(s) | Compétition(s) continentale(s) | Compétition(s) continentale(s) | Compétition(s) continentale(s) | Arménie | Arménie | Arménie | Total | Total | Total |
| Saison                | Club                  | Division              | M.          | B.          | P.d.        | M.                    | B.                    | P.d.                  | M.         | B.         | P.d.       | Comp.                          | M.                             | B.                             | P.d.                           | M.      | B.      | P.d.    | M.    | B.    | P.d.  |
| 2017-2018             | FK Krasnodar-2        | D3                    | 11          | 1           | 4           | -                     | -                     | -                     | -          | -          | -          | -                              | -                              | -                              | -                              | -       | -       | -       | 11    | 1     | 4     |
| 2018-2019             | FK Krasnodar-2        | D2                    | 11          | 0           | 2           | -                     | -                     | -                     | -          | -          | -          | -                              | -                              | -                              | -                              | -       | -       | -       | 11    | 0     | 2     |
| 2019-2020             | FK Krasnodar-2        | D2                    | 20          | 0           | 2           | -                     | -                     | -                     | -          | -          | -          | -                              | -                              | -                              | -                              | -       | -       | -       | 20    | 0     | 2     |
| 2020-2021             | FK Krasnodar-2        | D2                    | 32          | 16          | 4           | -                     | -                     | -                     | -          | -          | -          | -                              | -                              | -                              | -                              | -       | -       | -       | 32    | 16    | 4     |
| Sous-total            | Sous-total            | Sous-total            | 74          | 17          | 11          | 0                     | 0                     | 0                     | 0          | 0          | 0          | -                              | 0                              | 0                              | 0                              | 0       | 0       | 0       | 74    | 17    | 11    |
| 2020-2021             | FK Krasnodar          | D1                    | 5           | 0           | 0           | -                     | -                     | -                     | -          | -          | -          | C1                             | 2                              | 0                              | 0                              | 3       | 1       | 1       | 10    | 1     | 1     |
| 2021-2022             | FK Krasnodar          | D1                    | 25          | 8           | 4           | 2                     | 0                     | 0                     | -          | -          | -          | -                              | -                              | -                              | -                              | 9       | 1       | 0       | 36    | 9     | 4     |
| 2022-2023             | FK Krasnodar          | D1                    | 28          | 10          | 12          | 13                    | 4                     | 2                     | -          | -          | -          | -                              | -                              | -                              | -                              | 5       | 1       | 2       | 46    | 15    | 16    |
| 2023-2024             | FK Krasnodar          | D1                    | 29          | 11          | 7           | 4                     | 0                     | 0                     | -          | -          | -          | -                              | -                              | -                              | -                              | 10      | 1       | 1       | 43    | 12    | 8     |
| 2024-2025             | FK Krasnodar          | D1                    | 28          | 11          | 7           | 6                     | 0                     | 0                     | 1          | 0          | 0          | -                              | -                              | -                              | -                              | 7       | 5       | 0       | 42    | 16    | 7     |
| Sous-total            | Sous-total            | Sous-total            | 115         | 40          | 30          | 25                    | 4                     | 2                     | 1          | 0          | 0          | -                              | 2                              | 0                              | 0                              | 34      | 9       | 4       | 177   | 53    | 36    |
| Total sur la carrière | Total sur la carrière | Total sur la carrière | 189         | 57          | 41          | 25                    | 4                     | 2                     | 1          | 0          | 0          | -                              | 2                              | 0                              | 0                              | 34      | 9       | 4       | 251   | 70    | 47    |